# Candal (Vila Nova de Gaia)
Candal é um lugar relativamente populoso e situa-se no alto da Serra e freguesia de Santa Marinha, Vila Nova de Gaia, vizinho de Coimbrões, antigo Distrito do Porto.